# O Princípio da Incerteza (Portugal)
O Princípio da Incerteza é um programa de televisão, emitido na CNN Portugal por volta das 23 horas de quinta-feira, com reposição na TVI, nas madrugadas de quarta para quinta. Anteriormente passava na SIC Notícias com o nome de Quadratura do Círculo e posteriormente na TVI24 com o nome de Circulatura do Quadrado. O programa dedica-se a comentar questões de carácter político, social e económico. O programa esteve no ar na SIC Notícias entre 2004 e janeiro de 2019, e na TVI24 de 2019 a novembro de 2021.
Atualmente, o elenco residente é composto pelo historiador José Pacheco Pereira, a política e jurista Alexandra Leitão e o político e jurista Pedro Duarte.

## História
Teve a sua origem na rádio TSF, no final dos anos 80, com o nome de "Flashback" ("Um olhar sobre a atualidade!", dizia o jingle promocional na época). Era transmitido aos domingos, ao final da manhã, e moderado por Emídio Rangel. Contava com José Magalhães, José Pacheco Pereira e Vasco Pulido Valente.
Com a saída de Vasco Pulido Valente do programa, entra Miguel Sousa Tavares e mais tarde Nogueira de Brito. Também Emídio Rangel deu lugar a Carlos Andrade na moderação.
Passou, já a meio dos anos 90, a ser transmitido também na televisão, no canal SIC, mantendo o nome, "Flashback".
Em 2003, termina, de uma forma controversa, a emissão na TSF.
Em janeiro de 2004, o mesmo programa, com José Pacheco Pereira, José Magalhães, António Lobo Xavier (que substituiu Nogueira de Brito) e Carlos Andrade na moderação, retoma a sua emissão na SIC Notícias, com o nome de "Quadratura do Círculo", que estreou no dia 11, com transmissão em direto aos domingos.
José Magalhães foi substituído por Jorge Coelho em 2005, e este, por sua vez, deu lugar a António Costa, em 2008.
Em 2014, na sequência da eleição de Costa como Secretário-geral do Partido Socialista, Jorge Coelho, que havia sido, algumas vezes, seu substituto, regressou ao lugar de comentador.
O programa é retomado na TVI24, a 7 de fevereiro de 2019, mas com outro nome, "Circulatura do Quadrado", temporariamente com os mesmos comentadores (Pacheco Pereira, Lobo Xavier e Jorge Coelho) e moderador (Carlos Andrade). sendo que, em 2020, o comentador Jorge Coelho é substituído por Ana Catarina Mendes. Com o fim da TVI24, o programa passou para a CNN Portugal, mudando de nome para "O Princípio da Incerteza".
Em 2022, Ana Catarina Mendes é nomeada ministra Adjunta e dos Assuntos Parlamentares, sendo substituída no programa por Alexandra Leitão.

Em abril de 2024, Lobo Xavier assumiu o cargo de chairman da EDP e, por conseguinte, deixou o seu lugar de comentador, sendo substituído por Miguel Macedo, que ocuparia esse mesmo lugar até à semana da sua morte, em março de 2025. Pedro Duarte foi o nome escolhido para ocupar permanentemente o lugar deixado vago por Macedo.